# Légende de l'origine troyenne des Normands
La légende de l'origine troyenne des Normands a été créée par des chroniqueurs médiévaux soucieux de donner aux princes qui dirigeaient la Normandie une origine troyenne considérée comme prestigieuse. L'objectif des inventeurs de cette légende était de donner une légitimité historique aux princes normands et de les appuyer dans leur prétention à jouer un rôle de premier plan dans le concert des royaumes de l'Occident tout en les intégrant davantage dans l'Europe latine et chrétienne. Elle a été développée en particulier par trois auteurs : Dudon de Saint-Quentin, Guillaume de Jumièges et Benoît de Sainte-Maure. Mais elle fut vite contestée, notamment par Saxo Grammaticus et son empreinte sur la culture historique médiévale fut moins durable que celle de la légende troyenne de l'origine des Francs. Dans le cadre de l'étude du mythe des origines troyennes, des historiens comme Colette Beaune ou Jacques Poucet ont cité et analysé cette légende dans une optique comparative.

## La légende de l'origine troyenne des Normands chez Dudon de Saint-Quentin
Dudon de Saint-Quentin rédigea vers 1020, le De moribus et actis primorum Normanniae ducum. Dans ce texte, il affirme que les Normands descendraient des Troyens conduits par Anténor : « Igitur Daci nuncupantur a suis Danai vel Dani glorianturque ex Antenore progenitos, qui quondam Trojae finibus depopulatis, mediis elapsus Achivis, Illyricos fines penetravit cum suis. » 
Ainsi les Daces (Daci) s'appellent eux-mêmes Danaens (Danai) ou Danois (Dani) et se glorifient de descendre d'Anténor. Jadis, après la dévastation du pays troyen, celui-ci s'était soustrait aux Grecs et avait pénétré avec ses compagnons dans le territoire des Illyriens. La « démonstration » de Dudon de Saint-Quentin est donc basée sur une simple correspondance phonétique. En mettant en avant l'identité de la première syllabe dans les mots qui les désignent, Dudon de Saint-Quentin affirmait que les Danois (Dani) de Scandinavie d'où provenaient les Normands, les Danaens (Danai) de l'épopée homérique et les Daces (Daci) de la Pannonie devaient être apparentés.
Dudon décrit les voyages d'Anténor emmenant les rescapés troyens au cœur de l'Europe. Il s'appuie également en le réinterprétant sur un passage célèbre de Virgile (I, 242-243). Dans son ouvrage, Dudon de Saint-Quentin et Virgile : l'« Énéide » au service de la cause normande, Pierre Bouet remarque qu'en remplaçant sinus par fines, Dudon change la géographie du récit : la terre qui a accueilli Anténor n'est plus la plaine du Pô (situé au fond du golfe 
d'Illyrie), mais l'Illyrie elle-même, pays proche du Danube et de la Dacie. Dudon procède à une identification entre Dani et Daci. En faisant débarquer Anténor en Illyrie, Dudon rend vraisemblable la revendication des Daces qui prétendaient descendre d'Anténor. Sur ce point Dudon de Saint-Quentin ne s'appuie plus sur le texte de Virgile mais sur le texte du Liber Historiae Francorum qui évoque la présence d'Anténor en Pannonie et sur le Danube. De plus, il estime que la proximité formelle entre les deux termes Dani et Danai constitue un lien supplémentaire entre Danois et Troyens, même s'il fait comme s'il ignorait que chez Virgile les Danai sont les Grecs. 
En montrant les analogies existant entre la migration des Troyens et celle des Vikings, Dudon de Saint-Quentin souhaite manifestement donner aux clercs européens une image des Normands différente de celle laissée par les chroniques du Haut Moyen Âge.
Il faut souligner que la version donnée par Dudon de Saint-Quentin a été vite contestée par un autre historien des Danois, Saxo Grammaticus (1140-1206). Danois lui-même, ayant lu Dudon de Saint-Quentin, Saxo Grammaticus ne croit pas à cette origine troyenne. Il écrit ainsi dans la Gesta Danorum  : « Ainsi donc Dan et Angul, qui sont à l'origine des Danois et qui sont nés de Humblo, furent non seulement les fondateurs de notre race, mais encore ses chefs, bien que Dudon, qui écrivit l'histoire de l'Aquitaine, estime que les Danois viennent des Troyens et tirent d'eux leur nom. »

## La légende de l'origine troyenne des Normands chez Guillaume de Jumièges
La thèse de Dudon fut reprise et développée vers l'an 1070, par Guillaume de Jumièges, qui a consacré à Guillaume le Conquérant ses Gesta Normannorum Ducum. Le chapitre III du premier livre explique que les Danois descendent des Goths. A la façon de Dudon de Saint-Quentin, il joue sur la proximité phonétique des noms propres : « Ils [...] racontaient qu'Anténor, à la suite d'une trahison qu'il avait commise, s'échappa avant la destruction de cette ville, avec deux mille chevaliers et cinq cents hommes de suite ; qu'après avoir longtemps erré sur la mer, il aborda en Germanie ; qu'il régna ensuite dans la Dacie et la nomma Danemarck, du nom d'un certain Danaüs, roi de sa race. C'est pour ce motif que les Daces sont appelés par leurs compatriotes Daniens ou Danais. Ils se nomment aussi North-Manns, parce que dans leur langue le vent borée est appelé North et que Mann veut dire homme ; en sorte que cette dénomination de North-Manns signifie les hommes du Nord. Mais quoi qu'il en soit de ces noms, il est reconnu que les Danois tirent leur origine des Goths. »

## La légende de l'origine troyenne des Normands chez Benoît de Sainte-Maure
On trouvera une nouvelle attestation de la légende de l'origine troyenne des Normands dans la Chronique des Ducs de Normandie de Benoît de Sainte-Maure (1160). En voici un extrait :
```
         645  Icist Daneis, cist Dacien
               Se rapeloent Troïen.
               E dirai vos en l'achison :
               Quant craventez fu Ylion,
               Sin fu essilliez Antenors,
         650  Qui moct en porta grant tresors
               Od tant de jent come il oct,
               Sigla les mers que il ne soct ;
               Maintes feiz i fu asailliz
               E damagez e desconfiz,
         655  Tant que il vint en cel païs
               Que vos oez, que je vos dis :
               Ci prist od ses genz remasance ;
               Unc puis tocte ne dessevrance
               Ne l'en fu par nul homme fait ;
         660  Et de lui sunt Daneis estrait.
```

```
         645  Ces Danois, ces Daces
               Se disent Troyens.
               Et je vous en dirai la raison :
               Quand Ilion fut détruite
               Anténor fut exilé,
         650  Emportant maints grands trésors
               Avec tous les gens qu'il avait ;
               Il vogua sur les mers, tant qu'il put ;
               Souvent il fut assailli,
               Subit des revers et fut défait
         655  Jusqu'à ce qu'il arrive en ce pays,
               Dont vous m'entendez parler.
               Alors avec ses gens il s'y établit ;
               Jamais ensuite défection ni abandon
               Personne ne lui fit ;
         660  Et de lui sont issus les Danois.
```